# NEAR Shoemaker

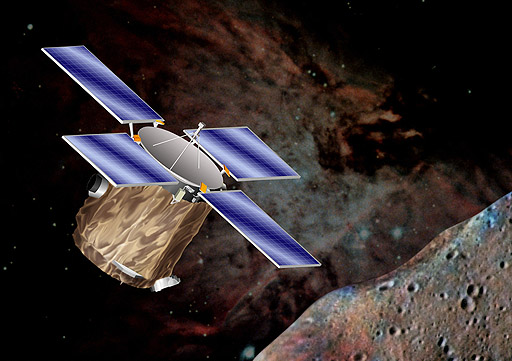
Illustratie van de NEAR Shoemaker

De NEAR (Near Earth Asteroid Rendezvous) Shoemaker was een ruimtesonde ontworpen door de Johns Hopkins University Applied Physics Laboratory voor NASA. De Shoemaker was de eerste ruimtesonde van het Discoveryprogramma.
De ruimtesonde werd gebruikt om de Aardscheerder Eros een jaar lang te bestuderen. De ruimtesonde maakte 230 omwentelingen rond Eros, alvorens er op 12 februari 2001 op te landen. Het onderzoek gaf nieuwe inzichten in de omvang, samenstelling, mineralogie, zwaartekracht, morfologie, interne massa en het magnetisch veld van Eros. Deze data werden gebruikt om meer inzicht te krijgen in asteroïden en kometen in het algemeen.
De NEAR Shoemaker was vernoemd naar Eugene Shoemaker.

## Technische gegevens

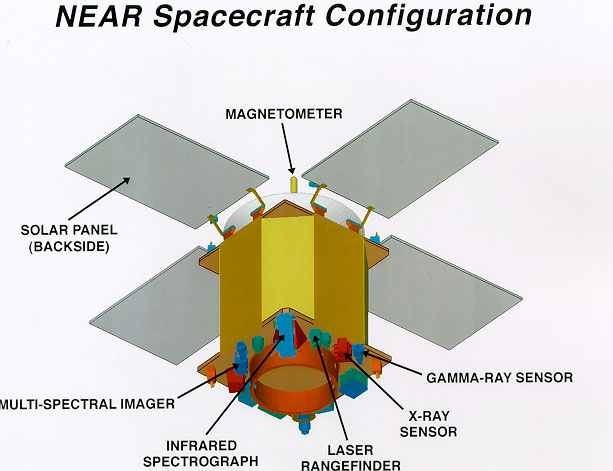
Locatie van de instrumenten op de NEAR

De NEAR Shoemaker woog bij lancering 800 kilogram, maar na de lancering werd het gewicht gereduceerd tot 487 kilogram. De ruimtesonde was uitgerust met een röntgenstraling/gammastraling-spectrometer, een infrarood spectrograaf, een multispectrumcamera met Charge-coupled device, een afstandsmeter en een magnetometer.
De NEAR kreeg zijn energie van zonnepanelen, die 400 watt aan elektriciteit konden opwekken op een afstand van 2,2 AE van de zon. De motoren gebruiken een combinatie van hydrazine en distikstoftetraoxide als brandstof. De primaire straalmotor leverde 400 newton aan stuwkracht.

## Missie

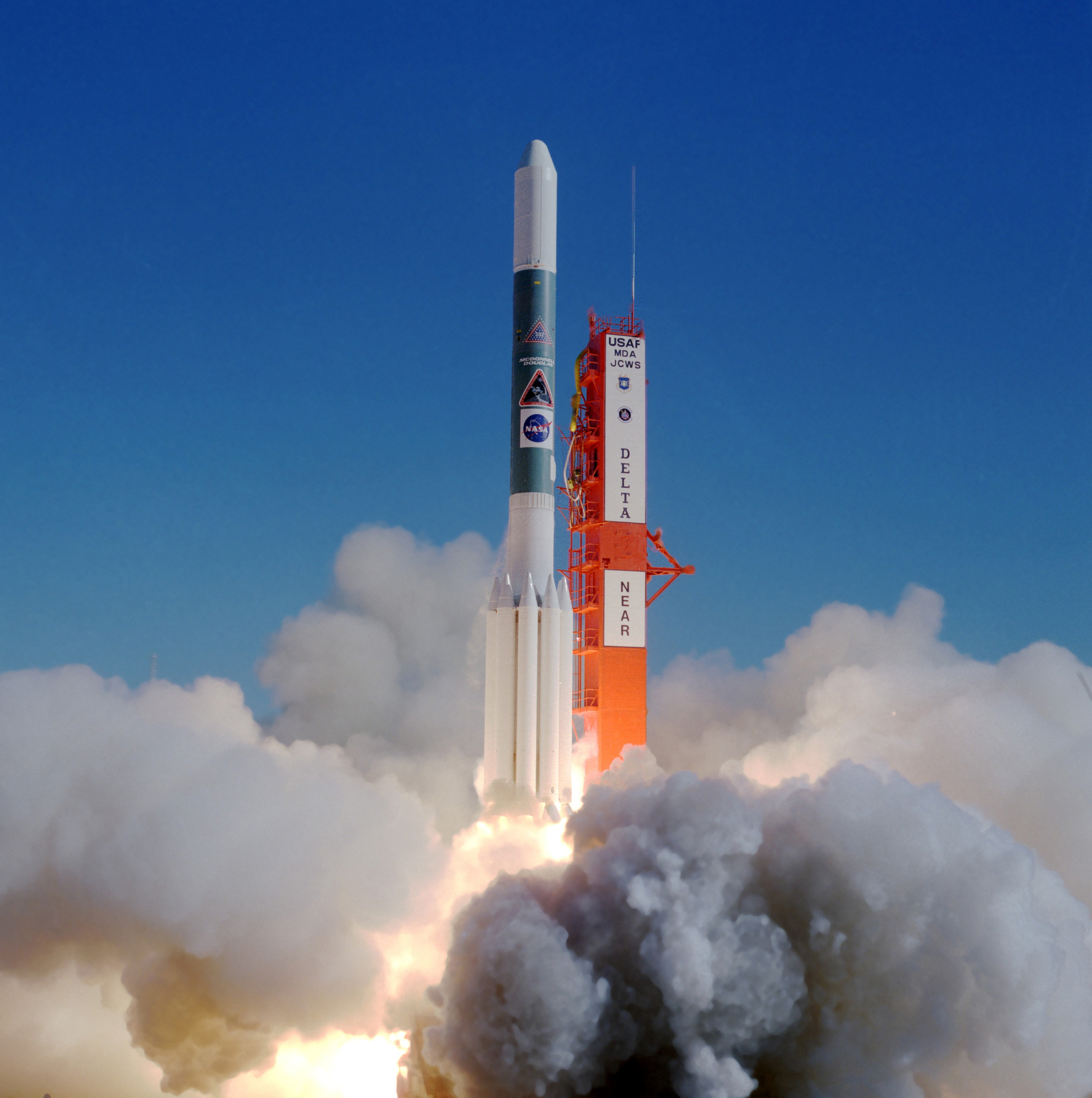
Lancering van de NEAR in februari 1996

De NEAR Shoemaker werd op 17 februari 1996 om 20:43:27 UTC gelanceerd vanaf Cape Canaveral Air Force Station op een Delta 7925-8. Op 27 juni 1997 passeerde de NEAR planetoïde Mathilde, en verrichtte hier eveneens metingen. Tevens maakte NEAR 500 foto’s van Mathilde.
Op 20 december 1998 werd de eerste van in totaal vier pogingen gedaan om bij Eros in de buurt te komen, maar dit mislukte. Om energie te besparen voor de volgende poging werden alle systemen afgesloten op de meest essentiële na. Door verlies van zonnenavigatie en contact met mission control ging de NEAR bijna verloren. Pas na 24 uur werd het contact hersteld.
Op 23 december 1998 benaderde NEAR Eros opnieuw tot een afstand van 3827 kilometer. Op 3 januari 1999 werd begonnen met de tweede poging NEAR in een baan om Eros te brengen. Na 13 maanden in een heliocentrische baan om Eros te hebben gevlogen, kwam NEAR op 14 februari 2000 om 15:33 UTC in de gewenste baan om Eros.
Op 28 januari en 4 en 9 februari 2000 werd een zoektocht gehouden naar eventuele satellieten rond Eros, maar deze werden niet gevonden. Op 14 februari kwam NEAR in een elliptische baan rond Eros. In de maanden erop maakte NEAR op verschillende afstanden rondjes om Eros om metingen te verrichten.

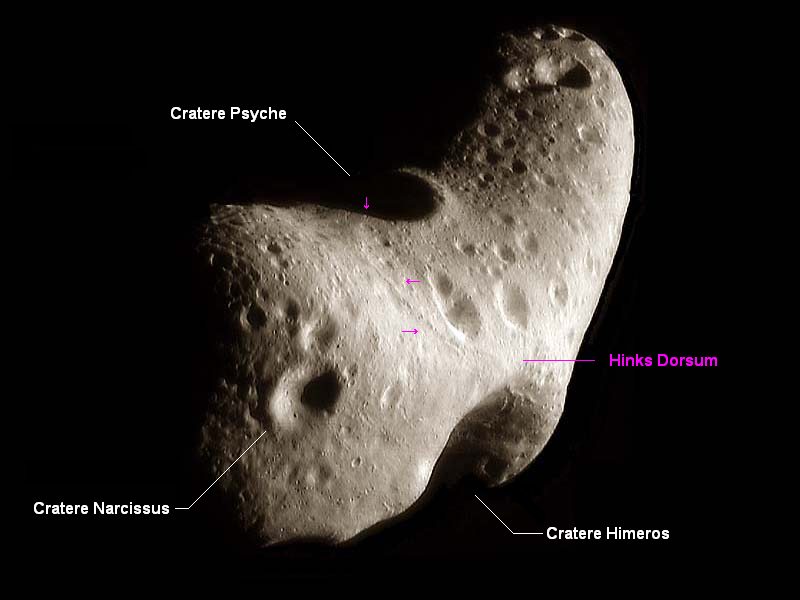
Foto van Eros door NEAR

Op 24 januari 2001 naderde NEAR Eros tot 5 kilometer afstand. Op 28 januari 2001 werd deze afstand ingekort tot 3 kilometer. Daarna begon de gecontroleerde landing op het oppervlak van Eros. Op 12 februari 2001 om ongeveer 20:01 UTC landde NEAR op Eros. Eenmaal op de oppervlakte deed de gamma-spectrometer metingen naar de samenstelling van Eros.
Op 28 februari 2001 werden de laatste signalen van NEAR ontvangen. Daarna werden alle systemen afgesloten. Op 10 december 2002 werd nog geprobeerd opnieuw contact te maken met de NEAR, maar dit leverde niets op.